# キラ・リード
キラ・リード（Kira Katherine Reed、Kira Reed Lorsch、1971年10月13日 - ）は、アメリカ合衆国カリフォルニア州サンタクララ出身の女優で、テレビ司会者や脚本家、プロデューサーでもある。

## 生い立ち
カリフォルニア州サンタクララで生まれたリードは、5歳になる頃には、すでに幾つかの学校の演劇や地元のダンスリサイタルに出演していた。10歳頃には、コマーシャルや地元のカタログモデルとして活躍し、家族でケンタッキー州ルイビルに引っ越すと、Youth Performing Arts Schoolに通い、その後、UCLAのSchool of Theatre, Film and Televisionを卒業した。

## キャリア
1993年にUCLAを卒業後、プレイボーイのソフトコア作品に主演する傍ら、NYPDブルー等のTVドラマにも出演した。
ハードコア作品にも、12本出演している。
現在は、プレイボーイTVのプロデューサーとして活躍している。